# 比斯科 (北卡羅萊納州)
比斯科（英語：Biscoe）是一個位於美國北卡羅萊納州蒙哥馬利縣的城鎮。

## 人口
根據2020年美國人口普查的數據，比斯科的面積為7.54平方千米，皆為陸地。當地共有人口1848人，而人口密度為每平方千米245人。